# ゾンビーワールドへようこそ
『ゾンビーワールドへようこそ』（英: Scouts Guide to the Zombie Apocalypse）は、クリストファー・ランドンが監督し、ランドン、キャリー・エヴァンス、望月絵美、ロナ・ウィリアムズが脚本を担当した2015年のアメリカのゾンビ・コメディ映画。主演は、タイ・シェリダン、ローガン・ミラー、ジョーイ・モーガン、サラ・デュモン、デヴィッド・ケックナー。
本作は、2015年10月30日にパラマウント・ピクチャーズによって米国で公開された。批評家からは賛否両論の評価を受けた。

## あらすじ
夜の研究室で、気楽に掃除をしている清掃員が作業中の科学者を邪魔してしまう。作業場の床を掃除して良いかと尋ねたところ、科学者はそれを許可し、休憩がてら自動販売機のある廊下へと出ていった。作業場内で見つけた男性の遺体に興味をひかれた清掃員は誤って取り付けられていた生命維持装置を外してしまい、男性を蘇生しようと胸部を圧迫する。目を覚ました男性は清掃員に襲いかかり、その数分後には清掃員が廊下で科学者を襲った。
高校2年生のベン、カーター、オーギーの3人は、スカウトリーダーのロジャースが率いるスカウトグループの新しいメンバーを募集しようとしていた。オーギーはスカウトであることを常に喜んでいるが、ベンとカーターは考え直していた。帰り道、車中でカーターはベンを説得して一緒にスカウトを辞めさせようとするが、その夜オーギーがコンドルパッチを手に入れるため、ベンはまだ辞めることができないでいた。その時、車が誤ってオジロジカをはねて、タイヤがパンクしてしまう。タイヤを交換していると、カーターの姉であるケンドルとその友人たちが通りがかり、手伝ってもらう。ケンドルに好意を持っているベンは、彼女からスカウトを続けていることを褒められる。ふとケンドルとベンは、死んだはずの鹿の死骸が消えていることに気付く。ケンドルたちが去る前に2人は、高校3年生による「シークレット・パーティー」に招待され、カーターはその住所を教えてもらう。コンドルパッチを授与するためのキャンプを深夜に抜け出して、パーティーに参加する計画を立てた2人はパーティーのためにビールを手に入れることにする。リカーショップでお酒を手に入れようと四苦八苦していた2人は、ストリップクラブで働くカクテルウェイトレスのデニスと出会う。偶然、彼女のショルダーバッグのストラップを直したベンは、彼女と意気投合し、お酒を買うのを手助けしてもらう。その後、2人は森の中でオーギーと合流し、キャンプ場を設営する。その夜、スカウトリーダーのロジャースがキャンプに来ず、失踪したことを気にしながらも、3人は友情の素晴らしさを語り合い、眠りにつく。真夜中になって、カーターはベンを起こし、2人でパーティーに参加しに行こうとする。しかし、追いついたオーギーが、2人の前に現れ、2人がパーティーに行こうとしていることやスカウトを辞めようとしていることに失望してしまう。街に戻ってみると、金曜の夜にもかかわらずひと気がなく不気味であったが、ストリップクラブの用心棒がいなくなっていることに気付いた2人は、意気揚々と忍び込むことにする。誰もいないことを不審に思いつつも席に着いた2人は、ゾンビの用心棒とストリッパーに襲われるが、ショットガンを持ったデニスに助けられ、訳も分からないまま、ゾンビの大群に追われてても、その場を脱出する。一方、オーギーはスカウトリーダー・ロジャースの家に彼を探しに行くが、ゾンビになったスカウトリーダー・ロジャースに襲われてしまう。オーギーは間一髪、機転を利かせて彼を撃退し拘束することに成功する。
ベン、カーター、デニスの3人は保安官事務所に向かい、町の住民が避難していることを知る。そして、ゾンビの大群に追われ、鍵のかかった留置場に逃げ込む。何時間も待っていると、外から音楽が聴こえてきてゾンビたちは音の鳴る方へと去っていった。オーギーがベンの車を見て駆け付けたのだった。オーギーは、留置場の鍵を開け、3人を解放した。保安官事務所を脱出した4人は、避難した住民がいるはずの検問所に向かって、道路を下っていく。しばらく歩いた後、4人はリーヴス伍長に拾われ、状況を説明される。ウイルスの感染や軍による隔離など説明を受ける中で、ベンはパーティー会場の人たちが避難したかどうか尋ねるが、軍隊もその存在に気付いていなかったことを知ってしまう。安全を確認するためにパーティー会場に向かうが、カーターに送られてきた住所は偽物だったことが判明する。口論を始めた一行だったが、リーヴス伍長は彼らと出会う前に噛まれ、今ではゾンビと化していた。襲われたデニスは彼を殺し、4人は軍の無線機からの交信を受信する。避難が完了し殲滅作戦として町が爆撃されるという情報を聞いて、パニックに陥る4人だったが、パーティーの参加者を避難させなければならなかった。そこで、カーターが姉が日記に些細なことでも書いていることを思い出し、恐らくパーティーの情報が書かれているはずだと推測する。4人はジープに乗り、カーターの家に向かい、姉の部屋で日記を探し回る。そして、なんとか日記を手に入れることに成功する。しかし、さらに多くのゾンビが現れ、4人を追いかけてくる。トランポリンを使ってなんとか脱出した一行は、ゾンビ化した隣人のフィールダーさんの家にたどり着く。その家では、猫のゾンビに襲われたものの、ガレージから彼女の車を奪い、道を進んでいく。 4人は道端でダートバイクを見つけ、デニスが軍隊に助けを求めに、それに乗って別行動することになった。ベン、カーター、オージーの3人はホームセンターで武器をDIYし、パーティーの参加者を助けにパーティーへと向かった。
パーティーを見つけたゾンビは、パーティーに参加していた人たちを襲っていくが、そこに武器を持った3人組が現れ、次々とゾンビを退治していく。ケンドルたちパーティー参加者を逃がしたものの、なだれ込んできたゾンビが今度は外へと出ないようにとドアを塞いだベンたちは、弾薬を使い果たし建物の2階の体育館へ逃げるが、ゾンビは2階まで追いかけてくる。出口がないと気付き、追い詰められた3人はベンとカーターがドアを塞ぎ、オーギーはベンのバックパックに隠していた爆弾を作ったことを明かす。ゾンビの大群を道連れに自爆しようとしたその時、デニスが現れ、脱出口へと誘導する。ゾンビが体育館へとバリケードを破りなだれ込んだときに、オーギーがヒューズに火をつけることに成功し、3人はゴミシュートを通って脱出するが、ちょうど爆弾が爆発して、すべてのゾンビが死亡する。現場に到着したデニスと軍隊は、翌朝にかけて医療テントを設置して生存者を助け、スカウト3人組は友情を取り戻し、ベンとケンドルはキスをした。

## キャスト
※括弧内は日本語吹替
- ベン・ゴウディ - タイ・シェリダン（本城雄太郎）
- カーター・グラント - ローガン・ミラー（前野智昭）
- オーギー・フォスター - ジョーイ・モーガン（あべそういち）
- デニス・ルッソ - サラ・デュモン（小松由佳）
- スカウトリーダーのロジャース - デヴィッド・ケックナー（桂一雅）
- ケンドル・グラント - ハルストン・セイジ
- フィールダーさん - クロリス・リーチマン
- クロエ - ニキ・コス
- リーヴス伍長 - ハイラム・A・マレー
- トラビス - ルーカス・ゲイジ
- 酔っ払い - ドリュー・ドローゲ
- ジェフ - パトリック・シュワルツェネッガー（手塚ヒロミチ）
- 清掃員ロン - ブレイク・アンダーソン
- アンバー (ゾンビストリッパー）- エル・エヴァンス
- DJゾンビ - ディロン・フランシス
- ベス・ダニエルズ - サラ・マラクル・レイン
- nerdy kid - Cameron Elmore

日本語吹替その他：あいざわゆりか、内藤有海、伊沢磨紀、影平隆一、小林親弘、森田了介、品田美穂
日本語版制作スタッフ 演出：打越領一、翻訳：辺見真起子、制作：ACクリエイト

## 製作
クリストファー・ランドンは、本作以前に『パラノーマル・アクティビティ』シリーズの3作品を手掛けており、今作ではより気楽な作品に挑戦できる機会を楽しんだ。原案でのさまざまな80年代の映画との比較について、彼は以下のように述べている。「最初の脚本を読んだとき、"ワァオ、『グーニーズ』に『グレムリン』、それに『ドラキュリアン』といった作品のゴリゴリなR指定版を作れるぞ"」と。一方で、ランドンは、本作が完全な過去の作品にならないよう、このジャンルを現代風にアレンジしたいと考えていた。これは、彼が本作をヒッチコック風スリラーを現代風にアレンジした『ディスタービア』のような課題であると考えていたことを示している。
当初は2015年3月13日に公開日が設定されていたが、最終的には2015年10月30日に延期された 。

### 撮影
主要な撮影は2014年5月8日にロサンゼルスで始まった 。

## 公開
2015年7月、パラマウント社は、AMCエンターテインメントおよびシネプレックス・エンターテインメントと契約を結び、『スカウト・ガイド』と『パラノーマル・アクティビティ5』を公開することを発表した。また、その2作品を、より大きな実験の一環として、上映館数が300館を下回った17日後にデジタル配信を利用できるようにしたことを発表し、他の映画館にも参加を呼び掛けた。その見返りとして、パラマウント社はVODの収益の一部を非公開で配分することになっていた。業界関係者によると、パラマウント社は、参加した映画館チェーンに対し、映画が300館を下回った時点から公開日の90日後までの間に得られたスタジオのデジタル収入のうち、推定2〜4％のシェアを与えた。パラマウント社の方式に参加しているのは、AMC、カナダのシネプレックス、ナショナル・アミューズメンツ、アラモ・ドラフト・ハウスなど。しかし、Regal Cinema、シネマーク・シアターズ、Carmike Cinemasなどの多くの映画館チェーンは、パラマウントのVODでの公開の申し出を拒否した 。この結果、10月23日と30日に公開された両作品の上映劇場数は、北米では約1,350館にとどまった。（これに対し、『パラノーマル・アクティビティ/呪いの印』は2,883館。また、過去3作のPAシリーズはいずれも3,000館を超えていた）パラマウント社がこのような試みを行うきっかけとなったのは、多くの人が興行的に失敗すると考えていた若年層向けのジャンル映画2作品、MGMの『オフロでGO!!!!! タイムマシンはジェット式2』が劇場で失敗したからであった。パラマウント・ピクチャーズ社の副会長であるロブ・ムーア氏は、次のように述べている。「今後、劇場での活動を減らしていくことは間違いありません。しかし、それはデジタルで補うことができると信じています。これは、ビジネスの長期的な健全性に関わることであり、消費者が映画を観られない期間がこれほど長く続くことはありません。」 

## 評価

### 興行収入
『ゾンビーワールドへようこそ』は、北米で370万ドル、その他の地域で1,240万ドル、全世界で1,610万ドルの売り上げを記録した。 製作予算は2400万ドルで、カリフォルニア州の映画・テレビ税額控除制度の一環として、300万ドルの奨励金とリベートを受け取った。  
本作は2015年10月30日に『二ツ星の料理人』や『選挙の勝ち方教えます』と同時に公開された。本作は当初、オープニング週末に1,509館から200万～400万ドルの興行収入が見込まれていたが、最終的には180万ドルの興行収入となり、ランキングで12位となった。

### 批判的な反応
RogerEbert.comの評論家Peter Sobczynski氏は、この映画を「使い捨てのガラクタ」と酷評し、「うるさくて、嫌悪感があり、脚本も悪く、監督も無関心で、本物の笑いがほとんどない」と評した  。The A.V. ClubのKatie Rife氏は、この映画にC−評価をつけ、「もし『ゾンビーワールドへようこそ』が未来なら、世界は終わるべきなのかもしれない」とコメントしている 。SciFi Movie PageのTim Janson氏は、本作を100％のうち41％と評価し、「このゾンビコメディは笑いが足りない」と述べている 。
2020年6月現在、Rotten Tomatoesでは94件のレビューが寄せられ、平均評価は4.76/10で、45%の支持率を獲得している。同サイトのコンセンサスでは、『ゾンビーワールドへようこそ/Scouts Guide to the Zombie Apocalypse』は、その興味をそそる奇抜なタイトルにことができず、代わりに、退屈なT&Aのひねりを加えた、また違ったゾンビ・コメディ・スリラーを提供している、とのことだった。Metacriticでは、17人の批評家による加重平均スコアが100点満点中32点となっていて、「全体的に好ましくない評価」となっている。また、CinemaScoreの調査によると、観客の評価は、A＋からFまでの評価で、平均「B−」であった。

### 家庭用メディア
本作は、2015年12月8日にデジタルHDとオンデマンドで、2016年1月5日にDVDとBlu-rayで発売された。

### 称賛
| 賞   | カテゴリー                                              | 候補者 | 結果       |
| ---- | ------------------------------------------------------- | --- | ---------- |
| COLA | ロケーションチーム・オブ・ザ・イヤー – スタジオ長編映画 | Stephenson Crossley（ロケーションマネージャー） Will Ruvalcaba（キーアシスタントロケーションマネージャー） Jeanie Farnam（アシスタントロケーションマネージャー） Christopher Kusiak（アシスタントロケーションマネージャー） Sofia Ochoa（アシスタントロケーションマネージャー） | ノミネート |

## サウンドトラック
- 「Black Widow」 - 演奏：イギー・アゼリア featuring リタ・オラ
- 「Air Orchestral Suite No. 3 In D Minor」– 作詞：ヨハン・セバスチャン・バッハ
- 「Get Up Get Down」– 作詞：Peter Boyes ＆ Oliver Silk
- 「Get It Poppin'」– 演奏：Kil the Giant
- 「Electric Love」– 演奏：ギャレット・ボーンズ
- 「9 to 5」－ 作詞・演奏：ドリー・パートン
- 「Dee Oh U Gee Eye E」– 作詞：Andre Lamar Bell、Lashawn Payne、Pat Kelly
- 「Young at Heart」– 演奏：Tim Myers featuring Rondo Brothers
- 「Get Low」– 演奏：Dillon Francis ＆ DJ Snake
- 「All That」－ 演奏：Dillon Francis featuring トゥイスタ ＆ The Rej3ctz
- 「Scars」– 演奏：ベースメント・ジャックス
- 「Crank That（Soulja Boy）」– 演奏：ソウルジャ・ボーイ
- 「ベイビー・ワン・モア・タイム」 － 作詞：マックス・マーティン
- 「Set Me Free」 － 演奏：Dillon Francis ＆ マーティン・ギャリックス
- 「Burial」 － 演奏：Yogi featuring プシャ・T
- 「When We Were Young」 － 演奏：Dillon Francis ＆ Sultan ＆ Shepard featuring The Chain Gang of 1974
- 「ハリケーン」– 演奏：スコーピオンズ
- 「Haunt You」 － 演奏：The Pack A.D.